# Região Geográfica Imediata de Pires do Rio

Localização no Estado de Goiás.

A Região Geográfica Imediata de Pires do Rio é uma das 22 regiões imediatas do estado brasileiro de Goiás, uma das 6 regiões imediatas que compõem a Região Geográfica Intermediária de Goiânia e uma das 509 regiões imediatas no Brasil, criadas pelo IBGE em 2017. É composta de 5 municípios.